# Trigonotis muliensis
Trigonotis muliensis är en strävbladig växtart som beskrevs av Wen Tsai Wang. Trigonotis muliensis ingår i släktet Trigonotis och familjen strävbladiga växter. Utöver nominatformen finns också underarten T. m. strigosa.